# Paidiscura orotavensis
Paidiscura orotavensis is een spinnensoort in de taxonomische indeling van de kogelspinnen (Theridiidae).
Het dier behoort tot het geslacht Paidiscura. De wetenschappelijke naam van de soort werd voor het eerst geldig gepubliceerd in 1968 door Joachim Schmidt.